# Тёмное пятно

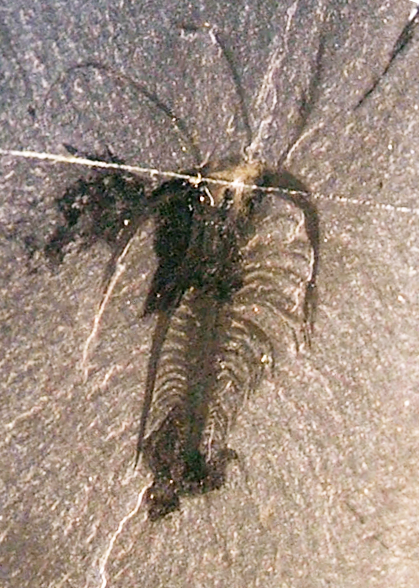
Окаменелость животного Marrella splendens, с большим тёмным пятном спереди слева и небольшим — в задней части

«Тёмное пятно» — особенность, часто наблюдаемая на окаменелостях животных из сланцев Бёрджес. Видимо, это следы жидкости, вытекавшей из тела организма после захоронения.

## Места обнаружения
Наиболее известен (и наиболее часто наблюдается) факт наличия этого явления у окаменелостей марреллы, но оно было обнаружено и у других организмов, к примеру, у айшеи, где это самое пятно виднеется на переднем (и лишь в одном известном случае заднем) кончике животного; также тёмное пятно было найдено на останках галлюцигении, Alalcomenaeus и Naraoia. Оно присутствует и в других лагерштеттах, к примеру, у ракообразных из отложений каменноугольного периода Ирландии.

## Формирование
Формирование этого пятна является предметом ещё не завершённых исследований. Первоначально предполагалось, что оно представляет собой внутренности тела, вывалившиеся наружу под давлением горных пород, между которыми залегала окаменелость. Но продукты распада могут вытечь наружу ещё до того, как останки подвергнутся сильному давлению, и, таким образом, это более правдоподобная причина появления пятна. В пользу этого предположения также говорит то, что явление это обнаруживалось среди останков именно тех организмов, покровы которых были повреждены; тёмные пятна находили также у рыб каменноугольного периода. И к тому же известно, что при разложении, скажем, трупов тюленей из их ртов и анальных отверстий вытекают маслянистые жидкости. Высокое содержание в тёмных пятнах меди наводит на мысль, что жидкость, вероятно, представляет собой «кровь» (вернее, гемолимфу — жидкость, что течёт в сосудах у моллюсков и членистоногих). Окаменелости из сланцев Бёрджес не были исследованы на предмет содержания меди путём рентгеноспектрального микроанализа, но был выявлен факт, что в тёмных пятнах больше кремния и меньше алюминия и калия, чем где-либо.